# 1804 dans le catholicisme
Chronologie du catholicisme
- 1800
- 1801
- 1802
- 1803
- 1804
- 1805
- 1806
- 1807
- 1808

Cet article présente les faits marquants de l'année 1804 dans le catholicisme.

## Évènements
- 28 mars : Création d'un cardinal par Pie VII.
- 2 décembre : Sacre de Napoléon Ier, cérémonie religieuse présidée par le pape Pie VII à la Cathédrale Notre-Dame de Paris.

## Naissances
- 6 janvier : Pierre Jennesseaux, prêtre jésuite et traducteur français († 18 juin 1884)
- 13 février : Jean-Charles Prince, prélat canadien, premier évêque de Saint-Hyacinthe († 5 mai 1860)
- 15 février : Georges Chalandon, prélat français, archevêque d'Aix-en-Provence († 28 février 1873)
- 16 février : Henri Bracq, prélat belge, évêque de Gand († 17 juin 1888)
- 17 février : Léon Thomine Desmazures, prélat et missionnaire français, vicaire apostolique du Tibet († 25 janvier 1869)
- 27 février : Auguste-Alexis Surat, prêtre français, fusillé par les communards († 27 mai 1871)
- 18 mars : Jean-Sébastien Devoucoux, prélat français, évêque d'Évreux († 2 mai 1870)
- 11 avril : Augustin Theiner, historien, théologien, archiviste et écrivain allemand († 10 août 1874)
- 15 avril : Abbé Moigno, prêtre et mathématicien français († 14 juillet 1884)
- 1er mai : Joseph Augustin Ginzel, prêtre, théologien et homme politique autrichien († 1er juin 1876)
- 5 mai : Saint Emmanuel Ruiz, religieux franciscain et missionnaire espagnol, martyr († 9 juillet 1860)
- 25 mai : Paul Decagny, prêtre et historien français († 24 avril 1893)
- 9 juin : Joan Nin i Serra, prêtre, compositeur et musicologue catalan († 8 août 1867)
- 14 juin : František Sušil, prêtre morave, collecteur de chansons traditionnelles († 31 mai 1868)
- 22 juin : Gregor von Scherr, prélat bénédictin allemand, archevêque de Munich et Freising († 24 octobre 1877)
- 23 juin : Charles-Auguste Auber, prêtre et archéologue français († 8 novembre 1892)
- 28 juin : Irénée Faustin Fréchon, prêtre et homme politique français († 5 avril 1852)
- 4 juillet : Désiré De Haerne, prêtre et homme politique belge († 22 mars 1890)
- 6 juillet : Johannes Theodor Laurent, prélat allemand, vicaire apostolique du Luxembourg († 20 février 1884)
- 10 juillet : Augustin Crosnier, prêtre et historien local français († 2 septembre 1880)
- 4 août : Saint Louis Scrosoppi, prêtre oratorien italien, fondateur des Sœurs de la Providence de saint Gaétan de Thiene († 3 avril 1884)
- 2 septembre : Pierre de Ram, prélat et historien belge, recteur de l'Université catholique de Louvain († 14 mai 1865)
- 14 septembre : Louis-Désiré Maigret, prélat picpucien et missionnaire français, premier vicaire apostolique des îles Hawaï († 11 juin 1882)
- 17 octobre : Michael Power, prélat canadien, premier évêque de Toronto († 1er octobre 1847)
- 21 octobre : Étienne Marilley, prélat suisse, évêque de Lausanne et Genève († 17 janvier 1889)
- 31 octobre : François Albrand, prêtre et missionnaire français, supérieur des Missions étrangères de Paris († 6 avril 1867)
- 7 novembre : William Walsh, prélat et missionnaire irlandais, premier archevêque de Halifax († 11 août 1858)
- 11 novembre : Paul Dupont des Loges, prélat français, évêque de Metz († 18 août 1886)
- 15 décembre : Joseph Frassinetti, prêtre italien, fondateur des Fils de Sainte Marie Immaculée, vénérable († 2 janvier 1868)
- 24 décembre : Johann Evangelist Stadler, prêtre, théologien et encyclopédiste allemand († 30 décembre 1868)
- 27 décembre : Saint François-Marie de Camporosso, prêtre capucin italien († 17 septembre 1866)
- 29 décembre : Charles Robert, prêtre et architecte français († 2 mars 1885)
- Date précise inconnue : 
  - Sainte Perpétue Hong Kum-ju, laïque coréenne, martyre († 26 septembre 1839)
  - Sainte Marie Yi Yon-hui, laïque coréenne, martyre († 3 septembre 1839)

## Décès
- 3 janvier : Gaspar Xuarez, prêtre jésuite et botaniste argentin (° 11 juin 1731)
- 28 janvier : Martin Duhalde, prêtre français, écrivain de langue basque (° 5 mars 1746)
- 29 février : Ludovico Flangini Giovanelli, cardinal italien, patriarche de Venise (° 26 juillet 1733)
- 4 mars : François-Louis Lemercier, prélat français, évêque constitutionnel de l'Ariège (° 28 avril 1729)
- 13 mars : Augustin-Jean-Charles Clément, prélat français, proche du jansénisme, évêque constitutionnel de Seine-et-Oise (° 8 septembre 1717)
- 29 mars : Franz Karl Alter, prêtre jésuite et philologue allemand (° 27 janvier 1749)
- 30 mars : Étienne Nogaret, prélat français, évêque constitutionnel de la Lozère (° 1er mars 1726)
- 8 avril : Jean-Baptiste-Luc Bailly, prélat français, évêque de Poitiers (° 10 mars 1763)
- 13 avril : Jean-Baptiste Le Corgne de Launay, prêtre et enseignant français (° 1724)
- 14 avril : Francisco Antonio de Lorenzana y Butrón, cardinal espagnol, archevêque de Tolède (° 22 septembre 1722)
- 14 mai : Pierre Jean Simon Van Eupen, prêtre belge, figure de la révolution brabançonne (° 12 novembre 1746)
- 1er juin : Franziskus von Paula Herzan von Harras, cardinal tchèque, évêque de Szombathely (° 5 avril 1735)
- 9 juin : François-Valentin Mulot, prêtre et homme politique révolutionnaire français (° 29 octobre 1749)
- 11 juin : Jean-Henri de Frankenberg, cardinal belge, archevêque de Malines (° 18 septembre 1726)
- 1er juillet : François Bucaille, prêtre et homme politique français (° 16 février 1749)
- 25 juillet : Pierre Nourry, prêtre français, traducteur de la Bible en breton (° 15 mai 1743)
- 27 juillet : Jean Nicolas Beauregard, prêtre jésuite et prédicateur français (° 4 décembre 1733)
- 7 août : Antoine-Sylvestre Receveur, prêtre français, fondateur des Sœurs de la retraite chrétienne (° 28 décembre 1750)
- 22 août : Jean de Dieu-Raymond de Boisgelin de Cucé, cardinal, académicien et écrivain français, archevêque de Tours (° 27 février 1732)
- 20 septembre : Pierre Joseph Bonnaterre, prêtre et naturaliste français (° 1752)
- 8 octobre : Marie-Joseph de Galard de Terraube, prélat français, évêque du Puy-en-Velay (° 20 mai 1736)
- 23 novembre : Stefano Borgia, cardinal italien de la Curie (° 3 décembre 1731)
- 27 novembre : Jean-Baptiste-Marie de Maillé de La Tour-Landry, prélat français, évêque de Rennes (° 6 décembre 1743)
- 3 décembre : Stanislav Vydra, prêtre jésuite, théologien et mathématicien bohémien (° 13 novembre 1741)
- 28 décembre : Louis-André de Grimaldi, prélat français, dernier comte-évêque de Noyon (° 17 décembre 1736)